# Samuraiul

Coperta unui DVD englez al filmului

Samuraiul (titlul original în franceză, Le Samouraï) este un film francez, din categoria crime/drama/thriller, realizat de regizorul și producătorul francez Jean-Pierre Melville în 1967. Protagonistul filmului, personajul Jef Costello, este interpretat de Alain Delon.

## Prezentare
Filmul este povestea lui Jef Costello, un ucigaș profesionist prezentat frust, și a luptei sale silențioase pentru supraviețuire.
Jef Costello este angajat să-l ucidă pe patronul unui local de jazz. Misiunea este îndeplinită, dar problemele de abia încep. În ciuda unui alibi bine construit, Costello este considerat un prim suspect de către comisarul care anchetează cazul. Una din pianistele localului, Valérie, care inițial confirmase alibiul „samuraiului”, revine asupra mărturiei și, de data aceasta, îl acuză. Jeff Costello nu înțelege de ce pianista și-a schimbat depoziția. Într-o manieră teatrală și aparent prostească, eroul revine în localul de jazz la o oră de maximă audiență și îndreaptă revolverul spre Valérie, în văzul tuturor, indicînd clar intenția sa de a o ucide în public. Poliția, care ținuse localul sub observație directă, intervine oportun și decisiv, salvînd (aparent) viața pereclitată a pianistei. În final se dovedește nu numai că arma era descărcată, dar nici măcar nu fusese vreodată folosită.

## Fișă tehnică

### Echipă de filmare
- Titlul original - Le Samouraï
- Realizator - Jean-Pierre Melville
- Scenariu - Jean-Pierre Melville și Georges Pellegrin după un roman de Joan McLeod The Ronin
- Muzică originală - François de Roubaix
- Producători - Raymond Borderie și Eugène Lépicier
- Imagine - Henri Decaë
- Montaj - Monique Bonnot și Yolande Maurette
- Decoruri - François de Lamothe
- Decoruri de platou - François de Lamothe
- Director producție - Georges Casati
- Director al proprietăților - André Boumedil et Angelo Rizzi
- Costume - Robert Christidès
- Asistenți decoratori - Théobald Meurisse et Philippe Turlure
- Sunet - Alex Pront
- Inginer de sunet - René Longuet
- Asistent sunet - Pierre Davoust
- Editarea sunetului - Robert Pouret
- Director de producție - Jean Pieuchot
- Asistenți editare - Geneviève Adam, Madeleine Bagiau, Madeleine Guérin et Geneviève Letellier
- Curier - Robert Beaulieu
- Operator de studiou - Jean Charvein
- Operator de platou - Henri Decaë
- Întîiul asistent operator - François Lauliac
- Al doilea asistent operator - Jean-Paul Cornu
- Manuscris - Betty Elvira
- Durată - 105 minute  (1h 45')
- Țări - Franța / Italia
- Limbă - Franceză
- Peliculă - Eastmancolor
- Tehnologia sunetului - Mono
- Societatea de producție - CICC, Fida Cinematografica, Filmel et TC Productions
- Societățile de distribuire a filmului - Artists International (1972) (Statele Unite), Luna Vídeo (Brazilia) (video), New Yorker Films (video), Prodis, The Criterion Collection (2005) (Statele Unite) (DVD)
- Data premierei - 25 octombrie 1967 (Franța)

### Distribuție
- Alain Delon - Jef Costello
- François Périer - Comisarul
- Nathalie Delon - Jane Lagrange, prietena lui Costello
- Cathy Rosier - Valérie, pianista (cunoscută, de asemenea, și sub numele de Caty Rosier)
- Jacques Leroy - Țintașul
- Michel Boisrond - Wiener
- Robert Favart - barmanul
- Jean-Pierre Posier - Olivier Rey
- Catherine Jourdan - Recepționista
- Roger Fradet - Primul inspector
- Carlo Nell - Al doilea inspector
- Robert Rondo - Al treilea inspector
- André Salgues - Garajistul
- André Thorent - Polițistul care conduce taxiul
- Jacques Deschamps - Un alt polițist
- Georges Casati - Damolini
- Jacques Léonard - Garcia (cunoscut, de asemenea, și ca Jack Léonard)
- Pierre Vaudier - Polițist
- Maurice Magalon - Polițist
- Gaston Meunier : Gérant de l'hotel
- Jean Gold : 1er client dans la boite de nuit
- Georges Billy : 2me client dans la boite de nuit
- Ari Aricardi - Jucător de poker
- Guy Bonnafoux - Jucător de poker (cunoscut și ca Bonnafoux)
- Humberto Catalano - Inspector de poliție (cunoscut de asemenea, ca și Catalano)
- Carl Lechner - Sosie Jef
- Maria Maneva - Fetița mestecînd chewing-gum

### Locuri de filmare
- Scenele din Paris - Paris.
- Scena întîlnirii lui Jef Costello cu unul dintre cei ce solicită executarea uciderii patronului localui de jazz este filmată la 36 Quai des Orfèvres. Acea scenă se petrece pe o pasarelă metalică, deasupra gării de pe Boulevard Masséna (Bulevardul Masséna), care făcea parte din Mica centură a Parisului. Acea gară a fost transformată mai tîrziu într-o stație RER, care a fost ulterior dezafectată, fiind azi cunoscută ca  Ancienne station RER "Boulevard Massena", Paris - 13ème.

### Data turnării filmului
- 19 iunie - 5 august 1967

## Vezi și
- Listă de filme străine până în 1989
- The Best Film You've Never Seen